# Display PostScript
Display PostScript（縮寫為DPS），電腦上的一種圖形使用者介面，使用PostScript影像模型與程式語言，來產生在螢幕上的圖案。
這個技術最早由Adobe Systems公司所發展。1987年，NeXT公司與Adobe Systems公司合作，釋出了第一版官方Display PostScript。這個介面缺少視窗系統，因此經常與X Window系統結合在一起使用。